# یوتی-اوکراین
یوتی-اوکراین (به انگلیسی: UTair-Ukraine) یک شرکت هواپیمایی با کد یاتا QU است که در ۱ سپتامبر ۲۰۰۸ میلادی تأسیس شده‌است. دفتر مرکزی یوتی-اوکراین در کی‌یف، اوکراین واقع شده‌است و به ۱۲ مقصد، پرواز انجام می‌دهد.